# バリー・シール
アドラー・ベリマン・"バリー"・シール（英語: Adler Berriman "Barry" Seal, 1939年7月16日 - 1986年2月19日）はアメリカ大手航空会社トランス・ワールド航空(TWA)のパイロットで、後にメデジン・カルテルの大麻薬密輸人となった。
シールは密輸容疑で有罪判決を受けた時、麻薬取締局への情報提供者となり、いくつかの大きな麻薬関連の裁判で証言をした。
1986年、メデジン・カルテルの頭であるパブロ・エスコバルに雇われた殺し屋に殺害された。

## 生い立ちとキャリア
バリー・シールはルイジアナ州バトンルージュで、キャンディ問屋のメアリー・ルー（旧姓デルカンブル）とベンジャミン・カーティス・シールの息子として生まれた。青年期から飛行機に乗り始め、16歳で学生パイロット、17歳で自家用パイロットの資格を取得した。彼の飛行教官は、彼には生まれつきパイロットの才能があると評した。
1962年、シールはルイジアナ州陸軍州兵に入隊した後、1964年、シールはフライト・エンジニアとしてTWAに入社し、すぐに副操縦士、そして機長に昇進し、ボーイング707で西ヨーロッパの定期路線に乗務した。
1972年7月、DC-4を使ってメキシコにプラスチック爆薬を密輸する陰謀に関与したとして逮捕され、TWAでのキャリアは終わった。この事件は最終的に1974年に検察の不正行為により棄却されたが、その間にTWAは、この計画に参加するために虚偽の病気休暇を取得していたシールを解雇した。

## 麻薬密輸
シールは、1976年初頭に少量のマリファナを空輸し始めた。
1978年までに、彼の密輸事業は拡大し、かなりの量のコカインを空輸するようになった。これは、マリファナ空輸よりもはるかに収益性の高い事業となった。
エクアドルへの麻薬密輸旅行の帰路、ホンジュラスで逮捕され収監されたとき、彼は重要な後押しを受けた。ホンジュラスでの服役中、シールはルイジアナ州のパイロットで密輸業者の仲間であり、シールの最も親しい仲間の1人となったエミール・キャンプや、ホンジュラスの地元密輸業者のエリス・マッケンジーなどと、重要な人脈を築いた。
密輸能力を拡大するため、シールは元義理の兄弟であるウィリアム・ボトムズもパイロットとして雇った。1980年以降、ボトムズはシールの密輸事業のメインパイロットとなり、シールが計画と作戦を監督している間、しばしばキャンプに同行した。
1981年、シールはメデジン・カルテルのためにコカインの密輸を始めた。最盛期には、コロンビアからアメリカへのコカインの輸送で1フライトあたり50万ドルもの収入を得た。
シールの密輸方法は、低空飛行の飛行機を使い、ルイジアナ州の遠隔地に麻薬の小包を空中投下するというものだった。その後、それらはシールの地上チームによって引き取られ、フロリダにあるコロンビアの販売代理店に輸送された。
1982年までに、シールは密輸に12機以上の航空機を使用していた。航空機の数と飛行頻度は、すぐにルイジアナ州警察と連邦捜査官の注目を集めた。
この不本意な注目を避けるために、シールはアーカンソー州メナのメナ・インターマウンテン・リージョナル空港に航空機を移し、そこで航空機の輸送能力とアビオニクスを向上させるための整備と改造を行った。メナでのシールの活動は後に噂と論争の的になったが、シールの伝記作家である元FBI捜査官のデル・ハーンによれば、シールはメナを麻薬の積み替え地点として使用していなかったという。

### フロリダ州の起訴と有罪判決
1981年までに、フロリダのDEA(麻薬取締局)捜査官はシールの密輸活動を認識していた。
1981年4月、DEAの情報提供者がシールをDEAの覆面捜査官に紹介した。数カ月にわたる接触後、エージェントはシールと交渉し、1,200ポンドのメタカロン錠剤を米国に密輸する取引を交渉した（錠剤はチョーク製の偽造品であった）。シールに対する捜査は、「スクリーマー作戦」と呼ばれる大規模な潜入捜査の一環であり、最終的に80人以上のパイロットが起訴された。
1983年3月、シールに対して2つの起訴状が提出された。最初の起訴状ではシールだけをメタカロン頒布の2件の共謀罪で起訴した。2つ目の起訴状ではシールと他の3人がメタカロン、フェノバルビタール、メペリジンの所持と頒布の複数の罪状で起訴された。
シールは1983年4月末に連邦当局に自首し、最初にフロリダ特殊部隊(the Florida task force)と、次にバトン・ルージュ特殊部隊(the Baton Rouge task force)と取引をしようとした。シールは有名麻薬カルテルであるメデジン・カルテルのオチョア一家との関わりについて少し話したが、両者はいかなる取引も拒否した。取引が成立しないまま、シールは1984年2月に裁判にかけられ、1ヵ月にわたる裁判の末、最初の起訴のすべての罪状で有罪判決を受けた。

## 潜入捜査と量刑
重い量刑に直面し、フロリダとルイジアナの両地域の麻薬対策本部から取引を拒否されたシールは、ジョージ・ブッシュ副大統領（当時）のオフィスにある特別プログラム、副大統領麻薬対策本部に連絡してみることにした。同事務所はシールをDEA本部に紹介し、DEA捜査官エルンスト・ジェイコブセンがシールの報告を受け、情報提供者としての可能性を評価するよう命じた。ジェイコブセンはシールの人脈、特にオチョア家との人脈に感銘を受け、3月28日、シールはDEAの情報提供者として奉仕することに同意する書簡に署名した。 シールはその後、フロリダでの2件目の起訴について有罪を認め、情報提供者としての実績次第で刑期が決まるということで釈放された。
彼はニカラグアで任務を果たした後、1985年6月に連邦政府に拘束され、数ヵ月間法廷で証言した。7月のサンダースと他のタークス・カイコス諸島当局者の裁判、8月のマイアミのカルテル販売業者の裁判、同じく8月のボリビアからラスベガスへのコカイン輸送を手配したカルテル販売業者の裁判である。この3つの裁判では、いずれも被告全員に有罪判決が下された。シールはまた、組織犯罪に関する大統領委員会（President's Commission on Organized Crime）の前に姿を現し、麻薬密輸業者としての経験を語った。
マイアミの裁判での証言に続いて、シールはビッグスクリーマー作戦における2度目の起訴についてフロリダの裁判所に再び出廷した。シールは有罪を認めたが、DEAの上司の支持を得て、5年間の監視なしの執行猶予を言い渡された。ラスベガスでの証言の後、シールはさらに1ヵ月間証人保護センターで過ごした。
1985年10月、彼はビッグスクリーマー作戦での最初の起訴に関して再び法廷に戻った。当初は10年の刑期を言い渡されたが、ノーマン・ロエトガー判事は、シールがDEAのために成功した仕事の要約を聞いた後、シールに服役期間（証人保護施設に3カ月強）と3年の保護観察処分を言い渡した。

### ルイジアナ州で
シールが服役と保護観察しか受けなかったとき、ルイジアナ州と連邦の麻薬捜査官はジレンマに直面した。彼らはシールがフロリダでかなりの刑期に服することを予期していたが、1984年12月にフロリダとルイジアナの麻薬対策本部が交わした合意に縛られていた。フロリダでの刑期は、ルイジアナでのシールの服役を意味しないが、シールはコカイン200キログラム購入の罪を認めており、すでにフロリダの罪より重い。また、合意に達する前に、ルイジアナ州の特殊部隊の捜査は、シールが数千キロのコカインの密輸に関与していることを調べていた。
1986年1月のシールの判決公判で、フランク・ポロゾラ判事は合意に拘束されることを認めたが、シールがフロリダで実刑を受けなかったことに不満であることをシールと彼の弁護士に告げ、ポロゾラはルイジアナではるかに重い罪状でシールに執行猶予を宣告せざるを得なくなった。ポロゾラはシールに対し、厳しい保護観察規定を設けるつもりであり、シールがこれに違反した場合、司法取引は破棄され、シールに再判決が下される可能性があると警告した。ポロゾラはさらに、有罪判決を受けた重罪犯による銃器の所持または推定所持にあたるとして、シールが銃を携帯したり武装したボディガードを雇ったりすることはできないと規定した。シールの弁護士、ルイス・アングルズビーはポロゾラに対し、彼の判決は依頼人の死刑宣告に等しいと述べた。シールは友人たちに、判事は「私をカモ(a clay pigeon)にした」と語った。
保護観察条件は、ポロゾラ判事の書面による許可なしにシールがバトン・ルージュを離れることを禁じ、判事は保護観察期間中の最初の6ヶ月間、毎晩午後6時から午前6時までハーフウェイハウスで過ごすよう命じた。シールはバトンルージュの救世軍の地域治療センター(the Salvation Army's Community Treatment Center)に配属された。

## 殺害

### 背景
当初、シールはエリス・マッケンジーという名のパイロットとしてメデジン・カルテルのメンバーに紹介されていた。新聞報道とマイアミの販売業者の逮捕によって、彼らのパイロットがDEAであることは確認されたが、カルテルのメンバーがシールのテレビドキュメンタリーのコピーを受け取って初めて、マッケンジーがシールであることを知った。彼らはシールを誘拐か殺害する契約を結んだ。
マイアミのカルテル流通業者マックス・マーメルスタインは後に法廷で、放送数日後にそのドキュメンタリーを見せられ、カルテルがシールを捕えるか殺すかのどちらかを望んでいて、報酬は生きたまま捕らえられれば100万ドル、殺した場合は50万ドルであることを聞かされたと証言した。彼は、断れば死を意味すると信じて契約を受け入れたと証言した。彼はファビオ・オチョアとエスコバルから電話を受け、両者とも彼の協力に感謝し、彼が負担した費用として10万ドルを受け取った。しかし、マーメルスタインがシールを見つける前に、1985年6月に彼は連邦捜査部隊によって逮捕された。彼はすぐに捜査部隊に契約について話し、シールはカルテルが彼の死に対して50万ドルを提示していることを知らされた。

### 殺害
1986年2月19日の夜、シールは保護観察から3週間目、救世軍センターの前で射殺された。シールがセンターの駐車場に車を入れて駐車していると、センターの募金箱の後ろにあった車から男が降りてきて、サプレッサーを搭載したMAC-10サブマシンガンで発砲した。シールは6発被弾し、ほぼ即死した。
この殺人に関連して、6人のコロンビア人がすぐに逮捕された。そのうちの3人、ルイス・カルロス・キンテロ＝クルス、ミゲル・ベレス、ベルナルド・アントニオ・バスケスは、殺人罪で起訴された。4人目の男はより軽い罪状で別に起訴され、直接的な関与の証拠が不十分だった2人は釈放され国外追放された。
殺人犯に対する州での起訴に加え、ファビオ・オチョア、パブロ・エスコバル、そして3人目のカルテルメンバーであるラファエル・カルドナに対しては、シールの市民権を侵害するために共謀して彼を殺害したとして連邦での起訴が行われた。

## 映画化
- バリー・シール/アメリカをはめた男